# Ultima cină (film)
Ultima cină (în engleză The Last Supper) este un film satiric din 1995, regizat de Stacy Title. Actorii Cameron Diaz, Ron Eldard, Annabeth Gish, Jonathan Penner și Courtney B. Vance interpretează cinci studenți liberali la cursuri postuniversitare care invită la cină extremiști de dreapta cu scopul de a-i ucide.

## Rezumat
Filmul se centrează pe acțiunile și atitudinea a cinci studenți la cursuri postuniversitare din Iowa care locuiesc împreună într-o casa rustică: Jude (Cameron Diaz), Pete (Ron Eldard), Paulie (Annabeth Gish), Marc (Jonathan Penner) și Luke (Courtney B. Vance). 
După ce Zack (Bill Paxton), un veteran al operațiunii Furtună în deșert, îl ajută pe Pete să-și mute mașina, grupul îl invită să ia cina împreună. Cu toate acestea, Zack se dovedește a fi rasist, admirator al lui Adolf Hitler și neagă existența Holocaustului, ducând o dezbatere politică tensionată cu studenții  liberali. Discuția degenerează atunci când veteranul, bântuit eventual de un tulburare de stres post-traumatic, amenință să o violeze pe Paulie, apoi îl amenință pe Marc cu un cuțit. Zack îi rupe brațul lui Pete, dar este înjunghiat mortal de către Marc. Grupul decide să acopere crima. Paulie regretă faptul că omul este mort, chiar dacă ea și Marc au fost amenințați.
După o lungă discuție condusă de Luke, studenții decid să continue acest eveniment prin invitarea altor extremiști de extremă dreaptă extremiștii pentru cină cu scopul de a-i ucide, gândind că aceasta "ar face lumea un loc mai bun". Studenții stabilesc o procedură pentru fiecare crimă. Invitaților li se va ocazia să-și schimbe opiniile și să-și renege convingerile. În cazul în care oaspeții nu-și schimbă modul de gândire, grupul le oferă vin alb otrăvit dintr-un decantor albastru și solicită un toast. Cadavrele sunt îngropate în grădina de legume a grupului.
Printre oaspeți se află un preot homofob, un misogin șovin, un neo-nazist, un anti-ecologist, un fundamentalist islamic rasist, un extremist pro-life, un avocat care sprijină cenzura, un om care atacă vagabonzi (singurul invitat la cină care-și reconsideră momentan convingerile) și adversarii ai drepturile homosexualilor; toți aceștia sunt uciși. După zece crime, în cadrul grupului încep să iasă la suprafață îndoieli cu privire la justificarea acțiunilor lor. Vinovăția și îndoielile îi macină pe Jude, Pete, Marc și Paulie, într-o decizie aproape unanimă, cu execpția doar a lui Luke, de a cruța o adolescentă oponentă a educației sociale obligatorii.
Un șerif local (Nora Dunn), care investighează dispariția unei fete pe nume Jenny Tyler (Elisabeth Moss) intră în contact cu grupul. Printr-o coincidență, principalul suspect în acest caz este Zack, prima victimă, care fusese condamnat ca infractor pe teme sexuale. Polițista începe să suspecteze comportamentul studenților și îi interoghează pe Pete, Marc și Paulie în casa lor. Găsindu-l pe șerif în jurul curții din spate, după una din crime, Luke îl ucide fără ca restul grupului să știe.
În timpul unei vacanțe școlare, Luke și Pete îl întâlnesc pe celebrul conservator Norman Arbuthnot, interpretat de Ron Perlman, și îl invită la cină. (De-a lungul filmului, apar pe ecranul televizorului segmente scurte cu declarații radicale făcute de Arbuthnot.) În timpul cinei, Norman impresionează grupul cu argumentele lui moderate și persuasive, pe care membrii grupului nu reușesc să le demitizeze. El admite chiar că a spus mai multe lucruri conservatoare radicale pentru a atrage atenția asupra lor.
Studenții se scuză și se duc la bucătărie pentru a determina soarta lui Norman. Jude îl avertizează să nu bea vin din sticlă albastră spunându-i: "A fost lăsat afară prea mult și a devenit rău." După o scurtă discuție, numai Luke dorește să-l omoare pe Norman, numindu-l Hitler. După o altercație tensionată, în care el agită un pistol către Jude, Luke este descurajat și izbucnește în lacrimi. Între timp, Norman examinează casa grupului și își dă seama de activitățile criminale. Când studenții revin la masă, Arbuthnot le oferă acestora câte un pahar de vin și propune un toast, dar el nu bea, scuzându-se că nu vrea să fie prea beat pentru a zbura în avionul său privat. El pufăie dintr-un trabuc imens și spune: "Nu vă faceți griji, nu am turnat din vinul rău."
O secvență de final îi arată pe toți cei cinci studenți prăbușiți pe podea, cu Norman stând în picioare lângă sticla albastră și fumându-și trabucul. Filmul se încheie cu replica audio a lui Norman în care acesta le răspunde celor i-au propus să candideze la alegerile prezidențiale, angajându-se să facă ceea ce vor oamenii și descriindu-se singur ca fiind un „umil, umil servitor” al poporului.

## Distribuție
| Actor             | Rol                 |
| ----------------- | ------------------- |
| Cameron Diaz      | Jude                |
| Ron Eldard        | Pete                |
| Annabeth Gish     | Paulie              |
| Jonathan Penner   | Marc                |
| Courtney B. Vance | Luke                |
| Bill Paxton       | Zachary Cody        |
| Nora Dunn         | Șerif Alice Stanley |
| Ron Perlman       | Norman Arbuthnot    |

Printre actorii care joacă în rolul victimelor sunt  Bill Paxton, Charles Durning, Mark Harmon și Jason Alexander.

## Producție
Personajul Norman Arbuthnot este bazat vag pe Rush Limbaugh. Inițial, rolul i s-a oferit lui Beau Bridges, dar acesta a refuzat. Unul dintre producătorii are o apariție scurtă în film în rolul omului care a primit cartea semnată de către Arbuthnot.
Autorul scenariului, Dan Rosen, a avut un mic rol ca adjunctul Hartford.
Regizoarea Stacy Title este căsătorită cu actorul care a jucat rolul lui Marc, Jonathan Penner; ea este, de asemenea, sora soției lui Jason Alexander, Dena E. Title.
Imediat după finalizarea filmărilor, casa care a fost folosită în film a ars din temelii.

## Atitudinea criticilor și a publicului

### Răspunsuri critice
Filmul a acumulat un rating de 63% la Rotten Tomatoes, bazat pe 30 opinii.
"Acest film cu buget redus care "vine de nicăieri" este o poveste proaspătă, picantă despre dreapta și stânga -și dreapta și stânga- în contextul politicii americane, bine interpretată de un ansamblu talentat, inclusiv tânăra Cameron Diaz."
- Emanuel Levy

### Încasări
Fiind un film cu buget redus, el nu a avut încasări mari, fiind obținut doar un venit brut de 459.749 $. Cu toate acestea, în anii următori, în jurul filmului s-a dezvoltat un cult .